# Dive du Sud
La Dive du Sud est une rivière française qui coule dans les départements des Deux-Sèvres et de la Vienne. C'est un affluent du Clain en rive gauche, donc un sous-affluent de la Loire par le Clain, puis par la Vienne.

## Géographie
De 43,9 km de longueur, la Dive du Sud prend naissance à Saint-Coutant dans le département des Deux-Sèvres, localité située à une douzaine de kilomètres à l'est de Melle et à quatre kilomètres au sud de la bourgade de Lezay, à une altitude de plus ou moins 170 mètres.
La Dive du Sud, après avoir hésité au départ à prendre une direction bien définie, une fois arrivée sur le territoire de Lezay, adopte une orientation ouest/est.
À partir de Couhé, elle adopte une direction NE qu'elle conservera jusqu'à sa confluence avec le Clain en rive gauche à Voulon, dans le département de la Vienne. 

### Communes traversées
Département des Deux-Sèvres
- Saint-Coutant, Sainte-Soline, Lezay, Vançais, Rom

Département de la Vienne
- Couhé, Châtillon, Payré, Voulon, Morthemer

## Affluents
- Le Chaboussant (à Lezay, environ 3 km, cours d'eau permanent remarquable par sa configuration naturelle et sauvage ; rive gauche rejoint la Dive au lieu-dit la Fourche à Villeneuve, commune de Lezay);
- Le Fontou (à Payré ; environ 3 km, cours d'eau permanent, remarquable ; rive gauche) ;
- La Bouleure (à Voulon ;  37,8 km, cours d'eau temporaire une partie de l'année, mais remarquable ; rive droite ; affluent de la Bouleure : la Bonvent) ;

## Hydrologie
La Dive perd plus de 50 % de ses eaux (100 % à l'étiage), entre Lezay et Rom, au profit de la Sèvre Niortaise.
Cette zone de pertes importantes correspond sensiblement au passage du lit du cours d'eau, des marnes à spongiaires imperméables de l'Oxfordien moyen, aux calcaires karstifiés et donc perméables du Callovien moyen.
Ainsi le bassin hydrogéologique de la Dive du Sud, et donc du Clain, est moins étendu que son bassin topographique au profit de la Sèvre Niortaise.
Elle retrouve un débit plus pérenne à partir de la ville de Couhé, bénéficiant probablement des eaux souterraines provenant des pertes de son principal affluent, la Bouleure, distante de quelques kilomètres seulement au sud et à l’est.

### La Dive à Voulon
Le débit de la Dive du Sud a été observé sur 9 ans (durant la période 1996-2008), à Voulon, localité du département de la Vienne située au niveau de son confluent avec le Clain. La surface ainsi étudiée est de 558 km2, soit la totalité du bassin versant du cours d'eau.
Dans la partie amont du bassin jusqu'à la commune de Rom (Deux-Sèvres), la Dive du Sud perd plus de 50 % de ses eaux dans le sous-sol, dans les calcaires du Callovien et de l'Oxfordien. L'eau de son réseau souterrain alimente la Sèvre Niortaise.
Cette proportion atteint 100 % en période d'étiage; la rivière disparaît alors complètement.
Le module de la rivière à Voulon est de 2,60 m3/s.
La Dive du Sud présente des fluctuations saisonnières de débit importantes. Les hautes eaux se déroulent en hiver et au début du printemps, et se caractérisent par des débits mensuels moyens allant de 3,96 à 6,93 m3/s, de décembre à mars inclus (avec un maximum très net en janvier). À partir du mois d'avril, le débit diminue progressivement jusqu'aux basses eaux qui ont lieu d'août à octobre, entraînant une  baisse du débit mensuel moyen avec un plancher de 0,40 m3/s au mois d'août.

### Crues
Les crues sont généralement modérées. La série des QIX n'a pas encore été calculée étant donné la trop faible durée d'observation des débits de la rivière.
Le débit instantané maximal enregistré à Voulon a été de 24,7 m3/s le 14 janvier 2004, tandis que le débit journalier maximal était de 24 m3/s le lendemain 15 janvier.

### Lame d'eau et débit spécifique
La Dive du Sud est une rivière peu abondante. La lame d'eau écoulée dans son bassin versant est de 147 millimètres annuellement, ce qui constitue moins de la moitié de la moyenne d'ensemble de la France (plus ou moins 320 millimètres par an). C'est aussi très largement inférieur à la moyenne du bassin de la Loire (245 millimètres par an). Le débit spécifique (ou Qsp) atteint 4,65 litres par seconde et par kilomètre carré de bassin.